# Yellow (木村カエラの曲)
Yellow（イエロー）は、木村カエラのメジャー10枚目のシングルで、2007年10月24日にコロムビアミュージックエンタテインメントから発売された。

## 解説
- 発売日は、木村カエラの23歳の誕生日である。ちなみに同日発売である奥田民生のトリビュート・アルバム『奥田民生・カバーズ』では、木村が奥田民生の楽曲「マシマロ」をカバーしている。
- 「deja vu」のBメロのくだりは本人が幼少期にやっていた、両手の親指と人差し指を合わせて三角形を作って掲げ、「アポロ、アポロ、アポロ…」と唱えた後、三角形の隙間に息を吹きかけるというまじないに由来する。

## 曲目
1. Yellow (3:18)
作詞:木村カエラ、作曲・編曲:渡邊忍
日本テレビ系「スポーツうるぐす」テーマソング
2. No Reason Why (3:11)
作詞・作曲:Jez Ashurst、Michael Hopkins、Michelle Margherita、Andrew Campbell、編曲:會田茂一
山崎製パン「ランチパック」CMソング
3. deja vu (3:28)
作詞:木村カエラ、作曲・編曲:會田茂一
4. Yellow (instrumental) (3:18)
5. No Reason Why (instrumental) (3:11)
6. deja vu (instrumental) (3:28)

## 収録アルバム
- +1 (#1,2,3)
- 5years (#1)
- 10years (#1)